# Usson (Puy-de-Dôme)
Pour les articles homonymes, voir Usson.
Usson est une commune française, située dans le département du Puy-de-Dôme en région Auvergne-Rhône-Alpes.
Elle fait partie de l'association « Les Plus Beaux Villages de France ».

## Géographie
Le village d'Usson s'accroche à son piton volcanique, dominant le val d'Allier.

### Lieux-dits et écarts
Château de Bois-Rigaud, le Bourg, Chapelle, Commandaire, Côte-Rouge (à cheval sur la commune de Varennes-sur-Usson), le Creux, les Granges-Massis, les Granges-Mathussières, la Guille, Montaigner, le Moulin-du-Bois, la Nugère, Paty, Puy-Gros, la Rigaudie, Tourlioux, le Bourgeala.

### Communes limitrophes
Ses communes limitrophes sont Saint-Jean-en-Val, Saint-Rémy-de-Chargnat, Sauxillanges et Varennes-sur-Usson.

### Climat
Pour des articles plus généraux, voir Climat d'Auvergne-Rhône-Alpes et Climat du Puy-de-Dôme.
En 2010, le climat de la commune est de type climat océanique dégradé des plaines du Centre et du Nord, selon une étude du Centre national de la recherche scientifique s'appuyant sur une série de données couvrant la période 1971-2000. En 2020, Météo-France publie une typologie des climats de la France métropolitaine dans laquelle la commune est exposée à un climat de montagne ou de marges de montagne et est dans la région climatique  Nord-est du Massif Central, caractérisée par une pluviométrie annuelle de 800 à 1 200 mm, bien répartie dans l’année. 
Pour la période 1971-2000, la température annuelle moyenne est de 10,6 °C, avec une amplitude thermique annuelle de 16,1 °C. Le cumul annuel moyen de précipitations est de 651 mm, avec 8,1 jours de précipitations en janvier et 6,4 jours en juillet. Pour la période 1991-2020, la température moyenne annuelle observée sur la station météorologique de Météo-France la plus proche, « Issoire », sur la commune d'Issoire à 7 km à vol d'oiseau, est de 12,0 °C et le cumul annuel moyen de précipitations est de 610,7 mm,. Pour l'avenir, les paramètres climatiques de la commune estimés pour 2050 selon différents scénarios d'émission de gaz à effet de serre sont consultables sur un site dédié publié par Météo-France en novembre 2022.

## Urbanisme

### Typologie
Au 1er janvier 2024, Usson est catégorisée commune rurale à habitat dispersé, selon la nouvelle grille communale de densité à sept niveaux définie par l'Insee en 2022.
Elle est située hors unité urbaine. Par ailleurs la commune fait partie de l'aire d'attraction de Clermont-Ferrand, dont elle est une commune de la couronne,. Cette aire, qui regroupe 209 communes, est catégorisée dans les aires de 200 000 à moins de 700 000 habitants,.

### Occupation des sols
L'occupation des sols de la commune, telle qu'elle ressort de la base de données européenne d’occupation biophysique des sols Corine Land Cover (CLC), est marquée par l'importance des territoires agricoles (87,5 % en 2018), une proportion identique à celle de 1990 (87,5 %). La répartition détaillée en 2018 est la suivante :
prairies (38,6 %), terres arables (32 %), zones agricoles hétérogènes (16,9 %), forêts (12,5 %). L'évolution de l’occupation des sols de la commune et de ses infrastructures peut être observée sur les différentes représentations cartographiques du territoire : la carte de Cassini (XVIIIe siècle), la carte d'état-major (1820-1866) et les cartes ou photos aériennes de l'IGN pour la période actuelle (1950 à aujourd'hui).

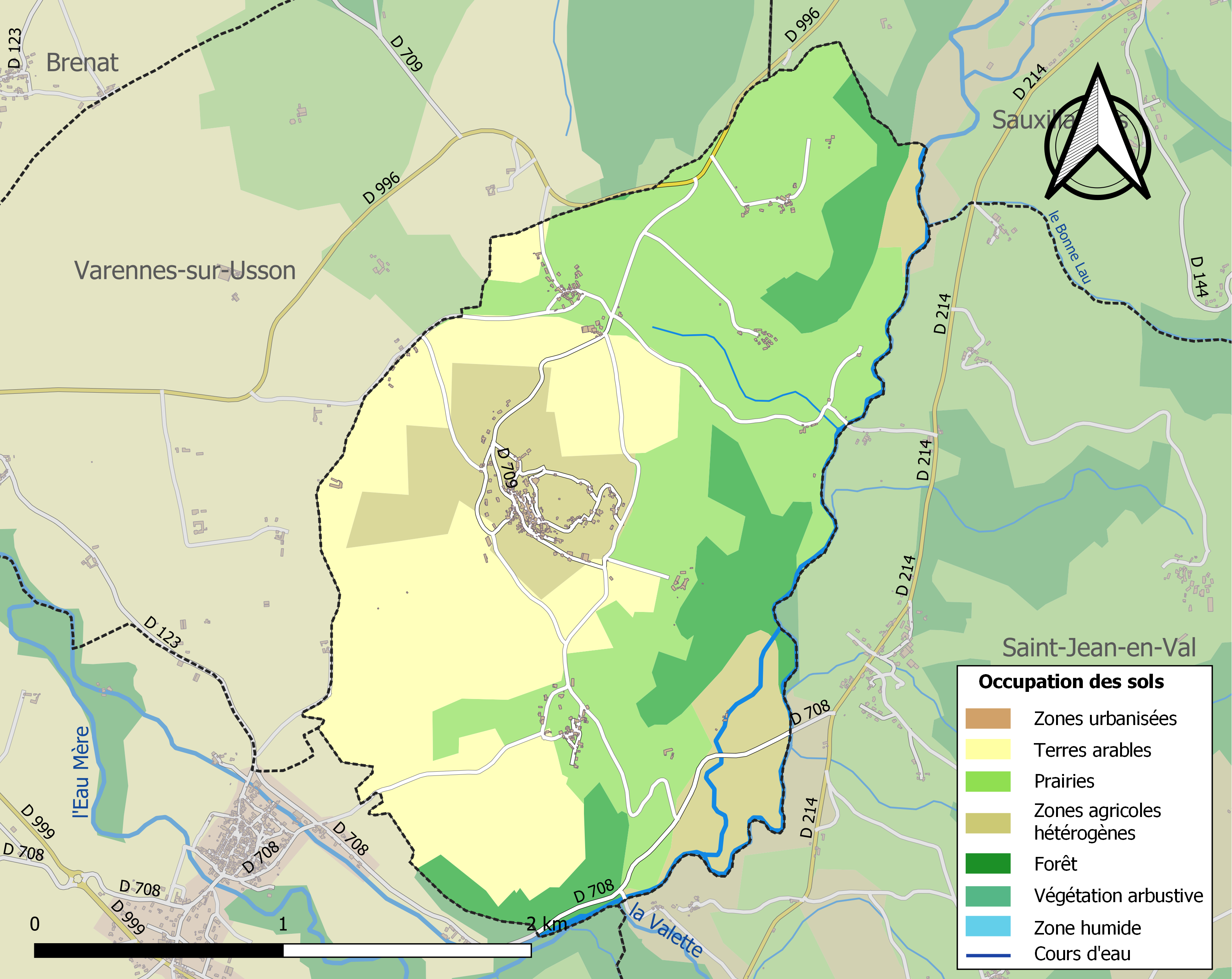
Carte des infrastructures et de l'occupation des sols de la commune en 2018 (CLC).

## Histoire
Jeanne de Valois (1447-1519) fille légitimée du roi de France Louis XI, est dame d'Usson, terre que lui adoné son père. Le château d'Usson, démoli sur l'ordre du cardinal de Richelieu, avait été auparavant, de 1585 à 1605, lieu de résidence surveillée de Marguerite de Valois (1553-1615), surnommée par Alexandre Dumas  la Reine Margot, première épouse (1572-1599) du roi de France Henri IV.

D'après le dessin que Revel en a fait au XVe siècle, la forteresse devait être imposante (triple enceinte, vingt tours) et redoutable. On comprend que Richelieu ait pu y voir une menace pour l'autorité centrale.

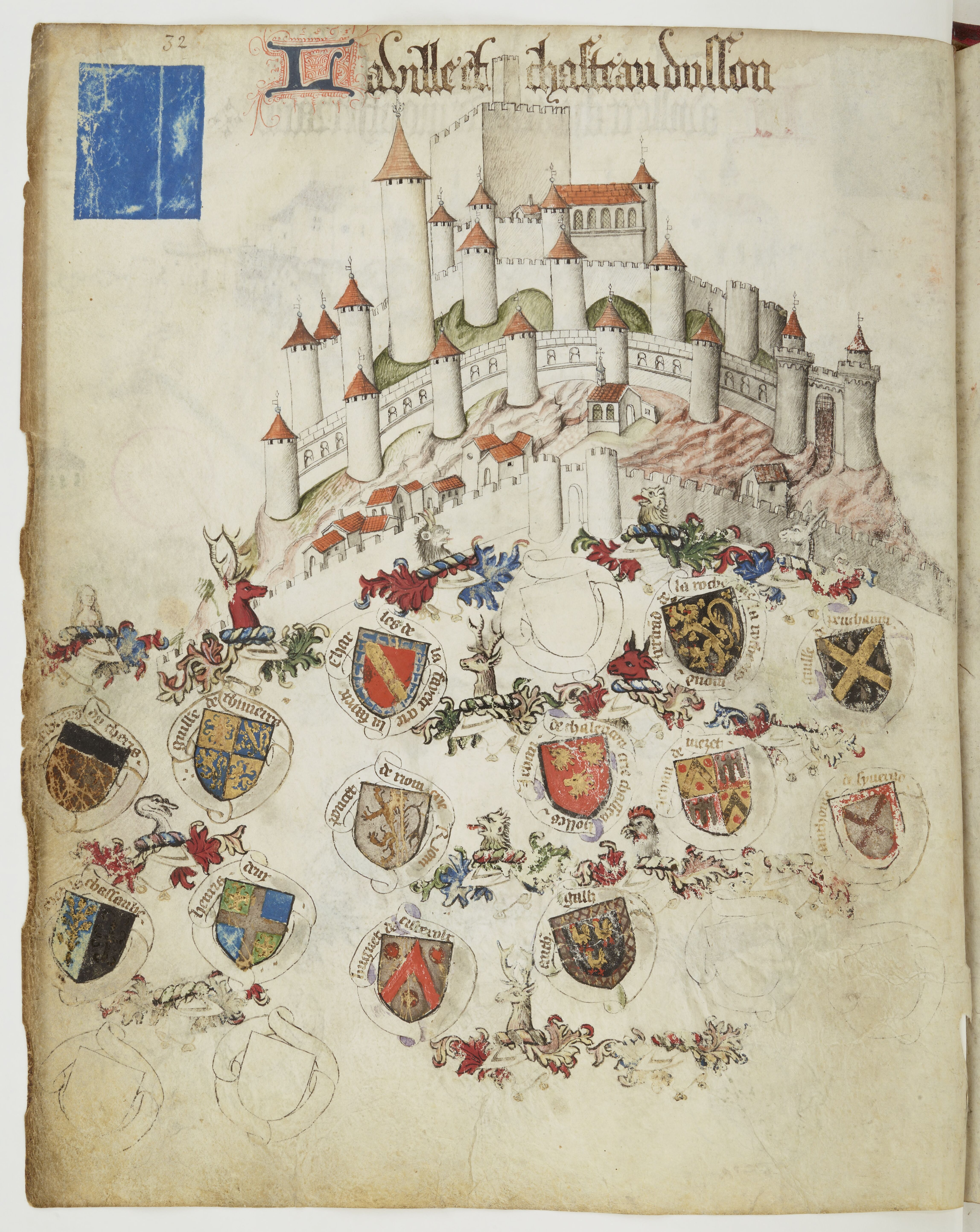
Dessin de la ville et château d'Usson par Guillaume Revel dans L'Armorial d'Auvergne

La devise du château, dit-on, était : Garde le traître et la dent. Autrement dit, une forteresse aussi imprenable n'avait d'autres dangers à redouter qu'un traître ou la famine.

## Politique et administration

### Liste des maires

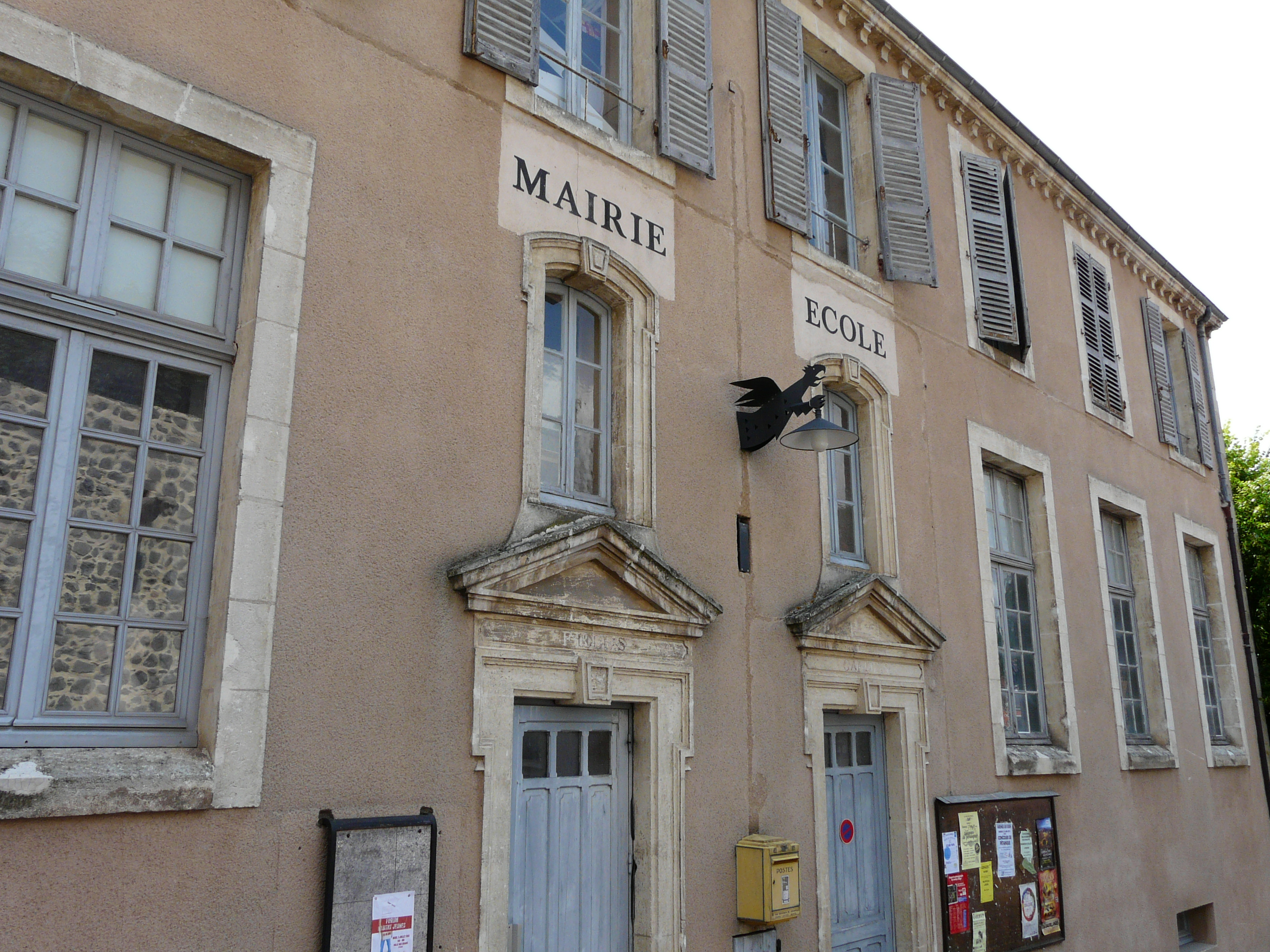
La mairie.

| Période                      | Période   | Identité         | Étiquette | Qualité                                     |
| ---------------------------- | --------- | ---------------- | --------- | ------------------------------------------- |
| 1929                         | 1970      | Eugène Boubon    |           |                                             |
| 1970                         | mars 2008 | Jean-Paul Vignal |           |                                             |
| mars 2008 (réélu avril 2014) | 2017      | Daniel Giraud    |           | Retraité                                    |
| 2017 (réélu mars 2020)       | En cours  | Bertrand Livet   |           | Technicien dans la valorisation des déchets |

### Politique environnementale
La commune d'Usson est adhérente du Parc naturel régional Livradois-Forez.

### Intercommunalité
Elle a fait partie, jusqu'en 2016, de la communauté de communes du Pays de Sauxillanges. Celle-ci a fusionné avec sept autres communautés de communes autour d'Issoire pour constituer la communauté d'agglomération Agglo Pays d'Issoire.

## Population et société

### Démographie
L'évolution du nombre d'habitants est connue à travers les recensements de la population effectués dans la commune depuis 1793. Pour les communes de moins de 10 000 habitants, une enquête de recensement portant sur toute la population est réalisée tous les cinq ans, les populations de référence des années intermédiaires étant quant à elles estimées par interpolation ou extrapolation. Pour la commune, le premier recensement exhaustif entrant dans le cadre du nouveau dispositif a été réalisé en 2008.

En 2022, la commune comptait 297 habitants, en évolution de +7,22 % par rapport à 2016 (Puy-de-Dôme : +2,1 %, France hors Mayotte : +2,11 %).
| 1793 | 1800 | 1806 | 1821 | 1831 | 1836 | 1841 | 1846 | 1851 |
| ---- | ---- | ---- | ---- | ---- | ---- | ---- | ---- | ---- |
| 742  | 771  | 809  | 870  | 881  | 842  | 830  | 822  | 816  |

| 1856 | 1861 | 1866 | 1872 | 1876 | 1881 | 1886 | 1891 | 1896 |
| ---- | ---- | ---- | ---- | ---- | ---- | ---- | ---- | ---- |
| 757  | 683  | 641  | 600  | 547  | 544  | 520  | 510  | 506  |

| 1901 | 1906 | 1911 | 1921 | 1926 | 1931 | 1936 | 1946 | 1954 |
| ---- | ---- | ---- | ---- | ---- | ---- | ---- | ---- | ---- |
| 459  | 453  | 417  | 325  | 315  | 304  | 278  | 215  | 215  |

| 1962 | 1968 | 1975 | 1982 | 1990 | 1999 | 2006 | 2008 | 2013 |
| ---- | ---- | ---- | ---- | ---- | ---- | ---- | ---- | ---- |
| 192  | 168  | 178  | 183  | 188  | 194  | 248  | 263  | 266  |

| 2018 | 2022 | - | - | - | - | - | - | - |
| ---- | ---- | - | - | - | - | - | - | - |
| 295  | 297  | - | - | - | - | - | - | - |

## Culture locale et patrimoine
Usson fait partie de l'association « Les Plus Beaux Villages de France ».

### Lieux et monuments
De sa splendeur passée, Usson conserve quelques vestiges de la triple enceinte de l'ancienne forteresse, mais également des demeures des XVe et XVIe siècles, ainsi qu'une église romane : l'église Saint-Maurice. Le cimetière paroissial offre un chemin calme autour de l'église.
La butte d'Usson culmine à 639 mètres. En 1893, la municipalité s'interroge sur l'opportunité d'installer au sommet de la butte un monument à la gloire de la République ou une statue de la Vierge. La vierge l'a emportée. Une statue de la Vierge a donc été érigée au sommet, avec pour mission de protéger les aviateurs. La vierge fut hissée au sommet de la butte tirée par des bovins. De cet endroit s'offre un panorama sur la chaîne des Puys, le massif du Sancy et les monts du Livradois-Forez.
En chemin vers le sommet, on peut observer des orgues basaltiques décrites par l'irlandais William Bowles (en), qui les aurait visitées dès 1742-1744.
- Vierge romane polychrome (acquise en 2001 par le musée d'art Roger-Quilliot de Clermont-Ferrand).

Depuis la butte, on peut distinguer Issoire, sous-préfecture et chef-lieu de l'arrondissement du même nom ; Parentignat, et son château.
On distingue aussi les trois buttes de Nonette, Vodable et Ybois (ou Ibois, sur Orbeil). Ensemble avec Usson, ce sont les "quatre clés d'Auvergne".

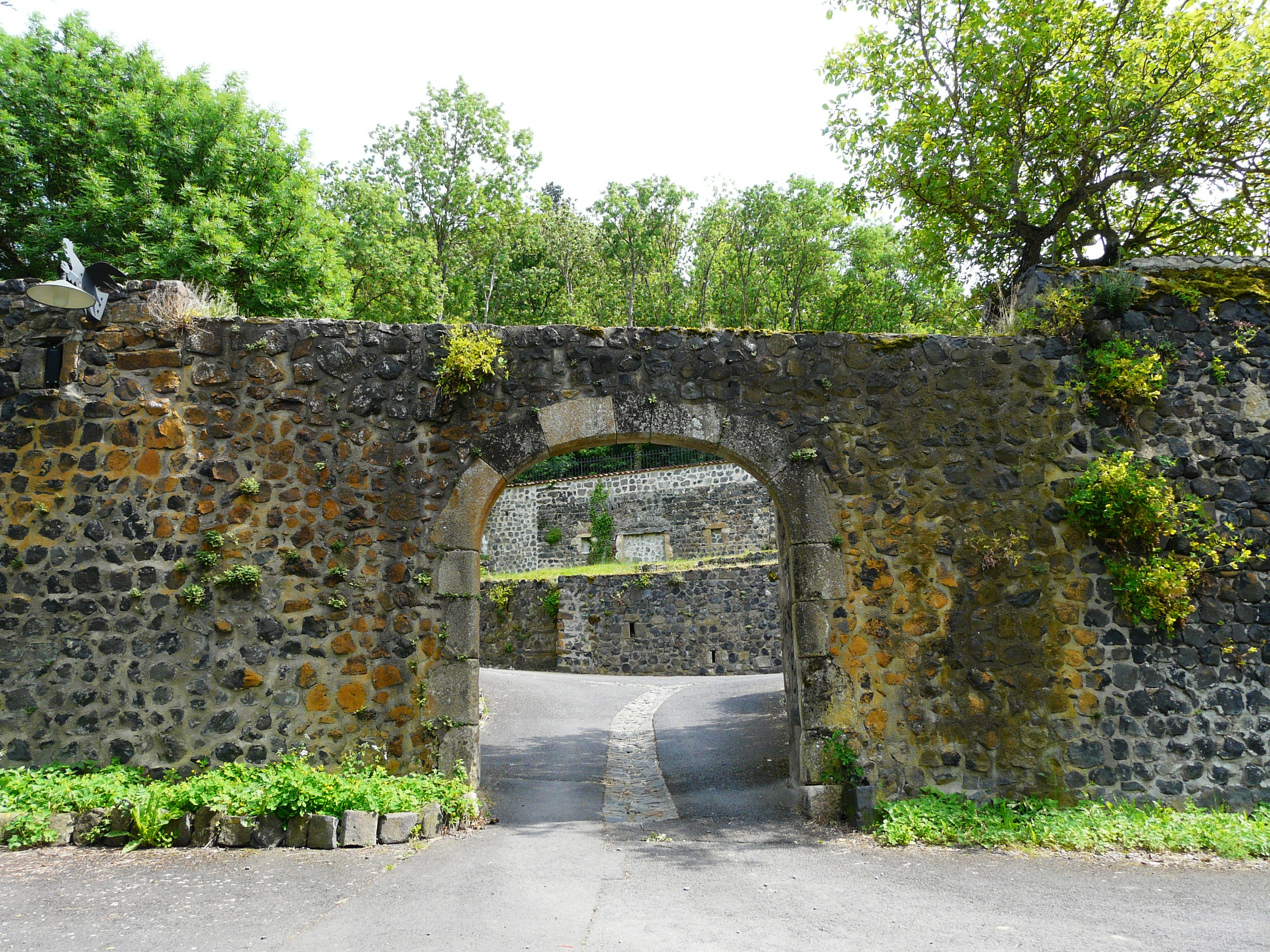
La porte de France.
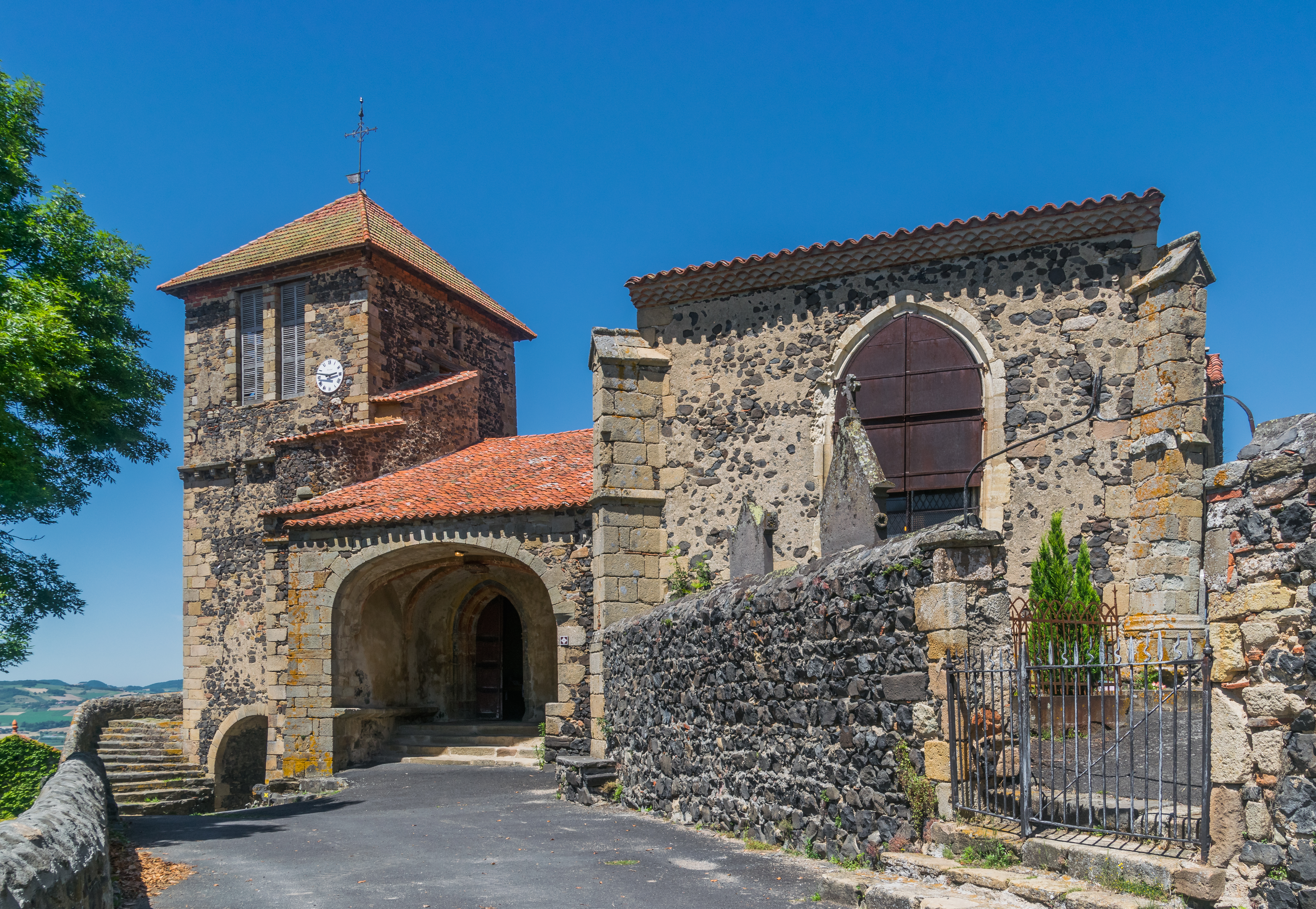
L'église Saint-Maurice.
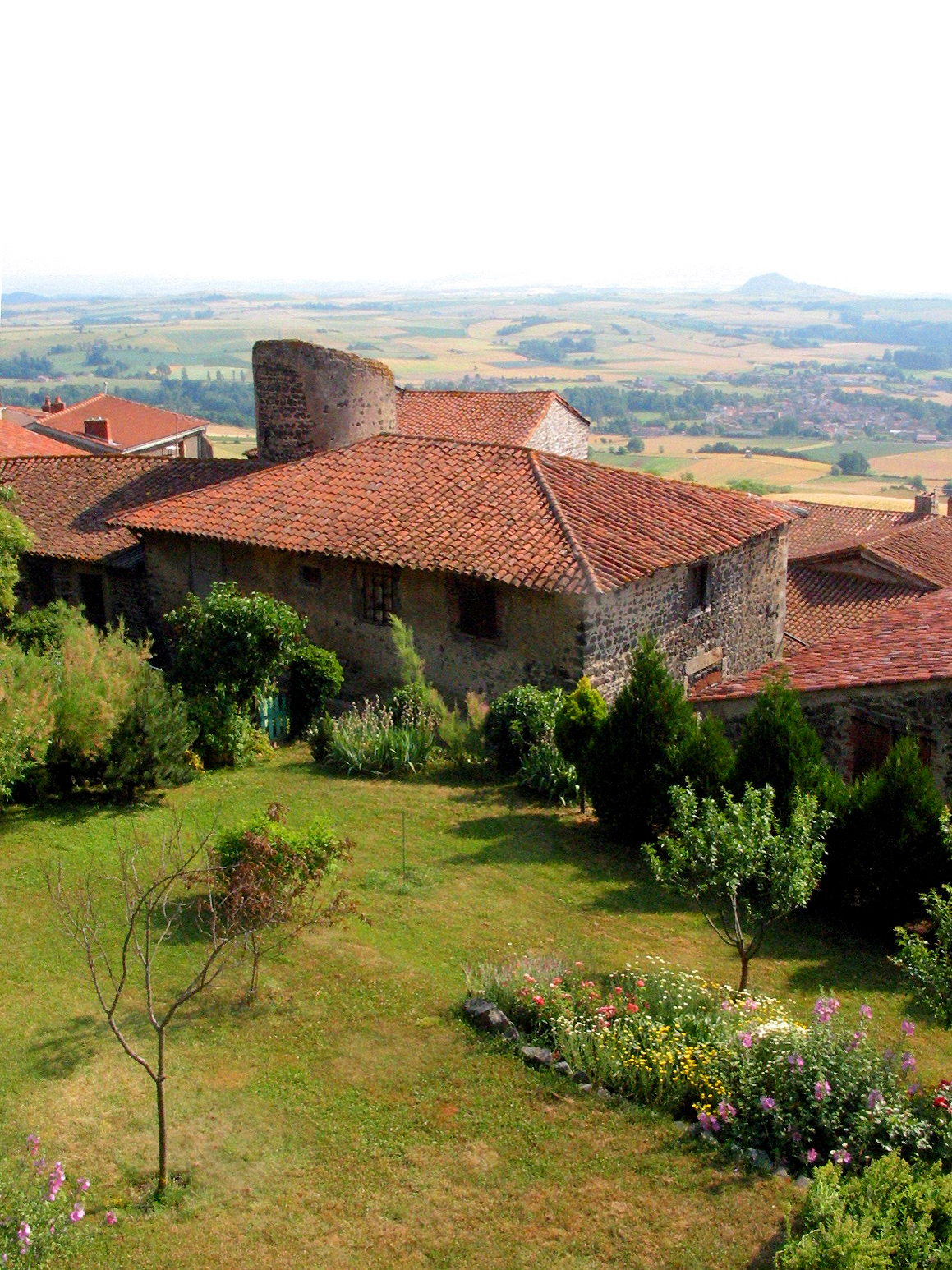
Panorama vu depuis la partie haute du village.
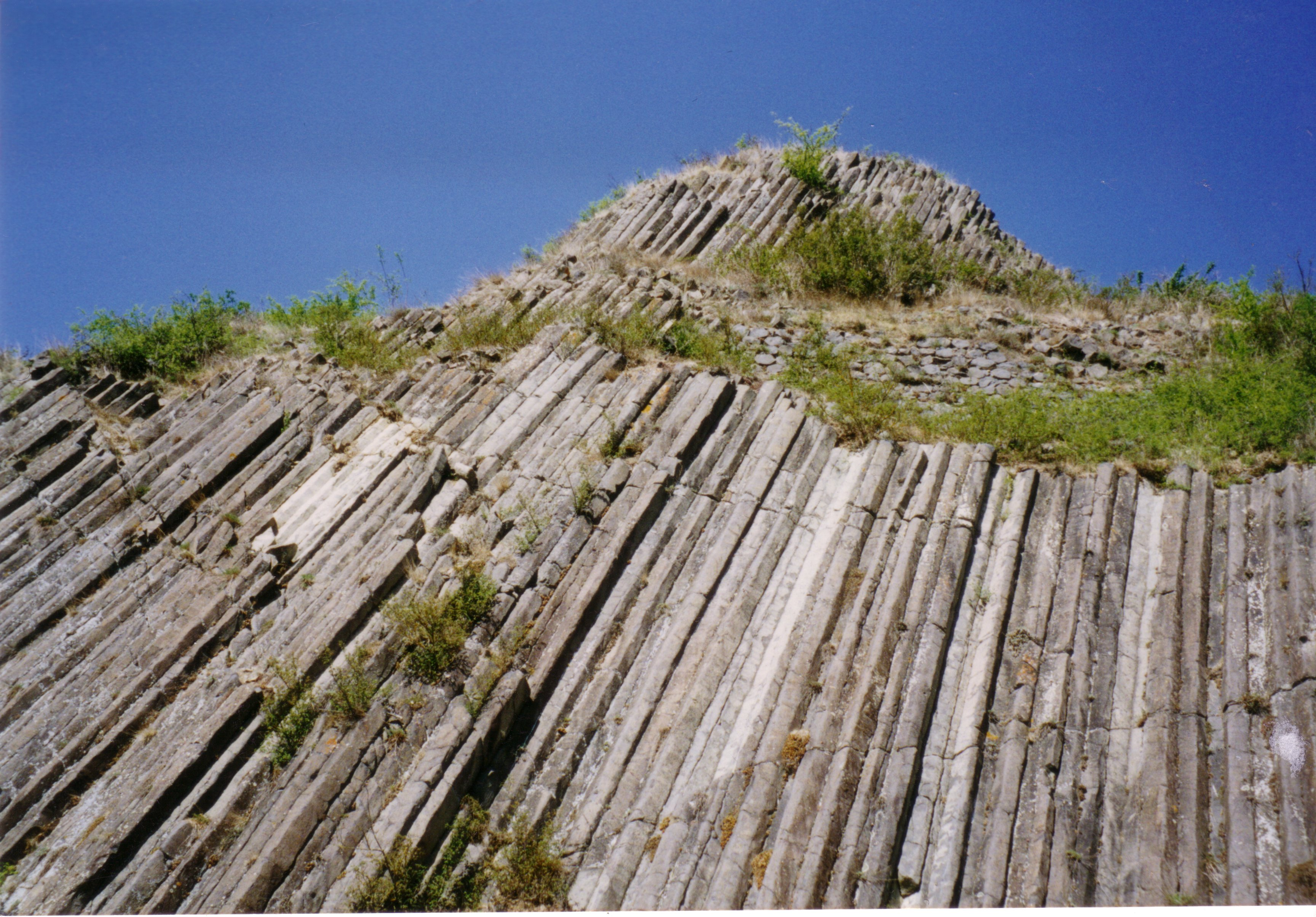
Les orgues basaltiques.
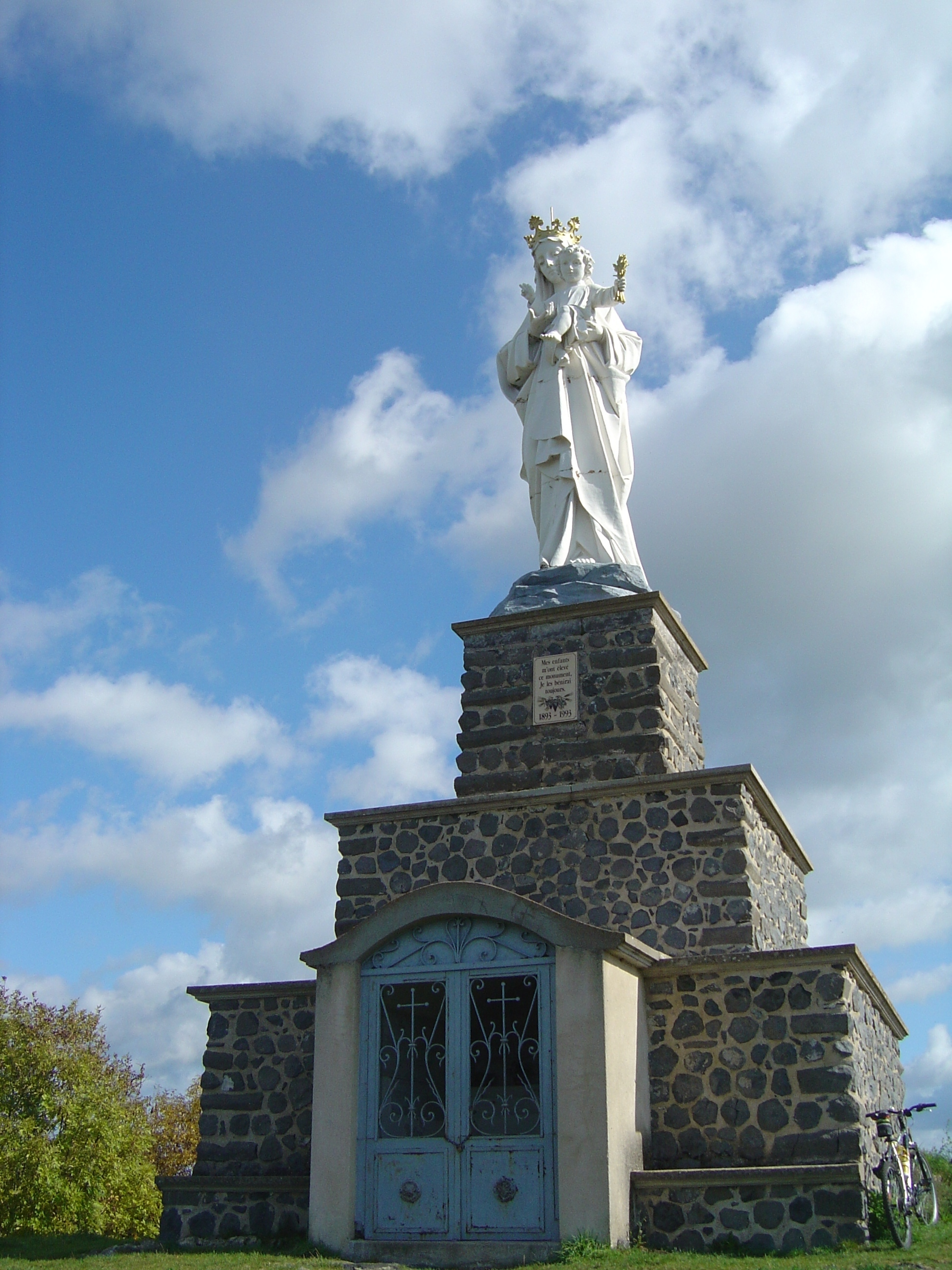
Vierge de 1893 sur la butte d'Usson.

### Personnalités liées à la commune
- Marguerite de Valois, dite la Reine Margot, exilée à Usson entre 1586 et 1605.
- Le Cardinal de Richelieu est celui qui a fait démolir le château d'Usson, pour sécuriser l'autorité centrale en France.